# Воронько Олександр Григорович
Олекса́ндр Григо́рович Воронько́ (нар. 5 (18) липня 1917 — пом. 9 лютого 1997) — радянський військовий льотчик часів Другої світової війни, командир ескадрильї 63-го гвардійського винищувального авіаційного полку 3-ї гвардійської винищувальної авіаційної дивізії 3-ї повітряної армії, гвардії майор. Герой Радянського Союзу (1945).

## Життєпис
Народився 18 липня 1917 року в селі Соколовому, нині Зміївського району Харківської області, в селянській родині. Українець. Закінчив неповну середню школу та школу ФЗУ у 1933 році. Працював токарем на Харківському паровозоремонтному заводі.
До лав РСЧА призваний у серпні 1936 року. У 1939 році закінчив Чугуївську військову авіаційну школу льотчиків і був залишений при школі льотчиком-інструктором. Член ВКП(б) з 1941 року. У 1943 році закінчив курси штурманів авіаційних полків при Військово-повітряній академії.
Учасник німецько-радянської війни з червня 1943 року. Воював на винищувачах Ла-5 і Ла-7 на Брянському, 3-му Білоруському, 1-му Прибалтійському та 1-му Білоруському фронтах. До листопада 1944 року — штурман ескадрильї, командир ескадрильї 63-го гвардійського винищувального авіаційного полку. У лютому 1945 року закінчив Липецькі курси удосконалення офіцерського складу. З лютого і до кінця війни — командир ланки Управління 3-ї гвардійської винищувальної авіаційної дивізії.
Всього за роки війни здійснив 158 бойових вильотів, провів 35 повітряних боїв у яких збив особисто 20 літаків супротивника.
Після закінчення війни продовжив військову службу в частинах ВПС СРСР. Командував ескадрильєю у складі Групи радянських окупаційних військ у Німеччині. З 1948 року — в авіаційних частинах ППО СРСР: помічник командира полку, командир полку. У 1952 році закінчив Липецькі вищі офіцерські льотно-тактичні курси ВПС. Був командиром, а згодом — заступником командира полку в Московському окрузі ППО. У 1960 році підполковник О. Г. Воронько вийшов у запас.
Мешкав з родиною у Харкові, на Павловому Полі. Близько 1967 року отримав там 3-кімнатну квартиру.
Помер у Харкові 9 лютого 1997 року. Похований на харківському кладовищі № 2.

## Нагороди
Указом Президії Верховної Ради СРСР від 23 лютого 1945 року «за зразкове виконання бойових завдань командування на фронті боротьби з німецькими загарбниками та виявлені при цьому відвагу і героїзм», гвардії майорові Вороньку Олександру Григоровичу присвоєне звання Героя Радянського Союзу з врученням ордена Леніна і медалі «Золота Зірка» (№ 7598).
Також нагороджений трьома орденами Червоного Прапора (31.07.1943, 08.03.1944, 16.10.1957), орденом Олександра Невського (01.08.1944), двома Вітчизняної війни 1-го ступеня (31.08.1943, 11.03.1985), двома орденами Червоної Зірки (19.11.1951, 22.02.1955) і медалями.

## Сім'я
Дочка Таїсія — астрономка. Одружена з Дмитром Федоровичем Лупішком — астрономом, професором Харківського національного університету, засновником харківської астероїдної наукової школи, лауреатом Державної премії України.